# L'archipel
L'archipel este un zgârie-nori de birouri în construcție situat în cartierul comercial La Défense, lângă Paris, Franța (mai exact în Nanterre). Programat pentru primăvara anului 2020, turnul va avea 106 metri înălțime.
Acesta va găzdui sediul global al companiei Vinci.